# Boujan-sur-Libron
Boujan-sur-Libron é uma comuna francesa na região administrativa de Occitânia, no departamento de Hérault. Estende-se por uma área de 7,02 km². Em 2010 a comuna tinha 3 443 habitantes (densidade: 490,5 hab./km²).